# تاریخ جمهوری هند
تاریخ جمهوری هند از ۲۶ ژانویهٔ ۱۹۵۰ آغاز می‌شود. در ۱۵ اوت ۱۹۴۷ هند از اتحادیهٔ کشورهای همسود مستقل گردید. اندکی پس از آن بخش‌های مسلمان‌نشین شمال باختری و شرق هند تحت حاکمیت مملکت پاکستان درآمد و واقعهٔ چندپارگی هند پیش‌آمد. این گسست سبب انتقال جمعیت حدود ۱۰ میلیون نفر میان دو کشور و نیز مرگ پیرامون یک میلیون تن شد. جواهر لعل نهرو رهبر کنگره ملی هند اولین نخست‌وزیر این کشور شد، ولی رهبر جنبش استقلال‌طلبی هند -مهاتما گاندی- از احراز مقام سر باز زد. قانون اساسی هند مصوب ۱۹۵۰ میلادی این کشور را دمکراتیک و سکولار اعلام داشته‌است.
اختلافات مرزی هند با جمهوری خلق چین سبب بروز جنگ چین و هند در ۱۹۶۲ گردید. همچنین اختلافات مرزی با پاکستان میان سال‌های ۱۹۴۷ تا ۱۹۹۹ سبب شعله‌ور شدن چهار جنگ میان دو کشور گردیده‌است. 
در جریان جنگ سرد هند بی‌طرف ماند، ولی بیشترین هرید تسلیحاتی‌اش از اتحاد جماهیر شوروی سوسیالیستی بود. در برابر پاکستان به ایالات متحده آمریکا و چین نزدیک شد. همچنین هند یکی از قدرت‌های اتمی است. این کشور تا کنون ۶ آزمایش هسته‌ای میان سال‌های ۱۹۴۷ تا ۱۹۹۸ انجام داده‌است. 
در دهه‌های ۱۹۵۰ تا ۱۹۸۰، سیاست اقتصادی هند ملهم از سوسیالیسم بود. امروزه هند عضو ملل جی۴ و یکی از کشورهای تاثیرگذار در روابط بین‌المللی است. بسیاری از واکاوان نظامی، اقتصادی و اتاق‌های فکر پیش‌بینی می‌کنند که هند در آینده نزدیک به یک ابرقدرت جهانی تبدیل خواهد شد.